# Sleeping with the Past
Sleeping With The Past é o vigésimo-segundo álbum de estúdio do cantor e compositor britânico Elton John, lançado em 29 de agosto de 1989.
É o seu álbum mais vendido na Dinamarca (onde foi registrado, para fins de imposto) e é dedicada ao seu parceiro de escrita, a longo prazo Bernie Taupin. Este álbum tem o seu número um solo primeiro single, "Sacrifice", em seu país de origem do Reino Unido. O álbum também atingiu o # 1 na parada de álbuns do Reino Unido. John e Taupin significou para as canções para refletir o estilo de ícones da década de 1960 R & B, como Marvin Gaye, Otis Redding e Sam Cooke, a quem admirava. Ele também tornou-se seu primeiro álbum de platina desde 1978 de um único homem. Guy Babylon fez a sua estreia neste álbum e continuaria a tocar teclado, até sua morte em 2009. É também o último álbum de Fred Mandel.

## Faixas
Todas as faixas por Elton John e Bernie Taupin.

### Lado 1
1. "Durban Deep" – 5:32
2. "Healing Hands" – 4:21
3. "Whispers" – 5:30
4. "Club at the End of the Street" – 4:49
5. "Sleeping with the Past" – 4:58

### Lado 2
1. "Stones Throw From Hurtin'" – 4:55
2. "Sacrifice" – 5:09
3. "I Never Knew Her Name" – 3:32
4. "Amazes Me" – 4:39
5. "Blue Avenue" – 4:21

## Créditos

### Músicos
Elton John - Vocal principal, compositor, teclados, piano
Guy Babylon - Teclado
Vince Denham - Saxofone
Natalie Jackson - Vocal de apoio
Mortonette Jenkins - Vocal de apoio
Marlena Jeter - Vocal de apoio
Davey Johnstone - Guitarra, vocal de apoio
Fred Mandel - Guitarra, teclado, órgão
Jonathan Moffett - Bateria
Romeo Williams - Baixo

### Equipe técnica
Steve Brown - Coordenação
Greg Fulginiti - Masterização
Peter Iversen - Programação
Karl Lever - Engenheiro assistente
David Nicholas - Engenheiro
Tom Pearce - Técnico
Herb Ritts - Fotógrafo

Bernie Taupin - Compositor 
1. ↑  «When Elton John's 'Sleeping With the Past' Arrived Amid Turmoil». Ultimate Classic Rock. Consultado em 5 de outubro de 2016
2. ↑  «Sleeping with the Past - Elton John | Credits | AllMusic». AllMusic. Consultado em 5 de outubro de 2016